# Billingbear
Billingbear – wieś w Anglii, w hrabstwie ceremonialnym Berkshire, w dystrykcie (unitary authority) Bracknell Forest. Leży 12 km na wschód od centrum miasta Reading i 48 km na zachód od centrum Londynu.